# الهندوسية في هولندا

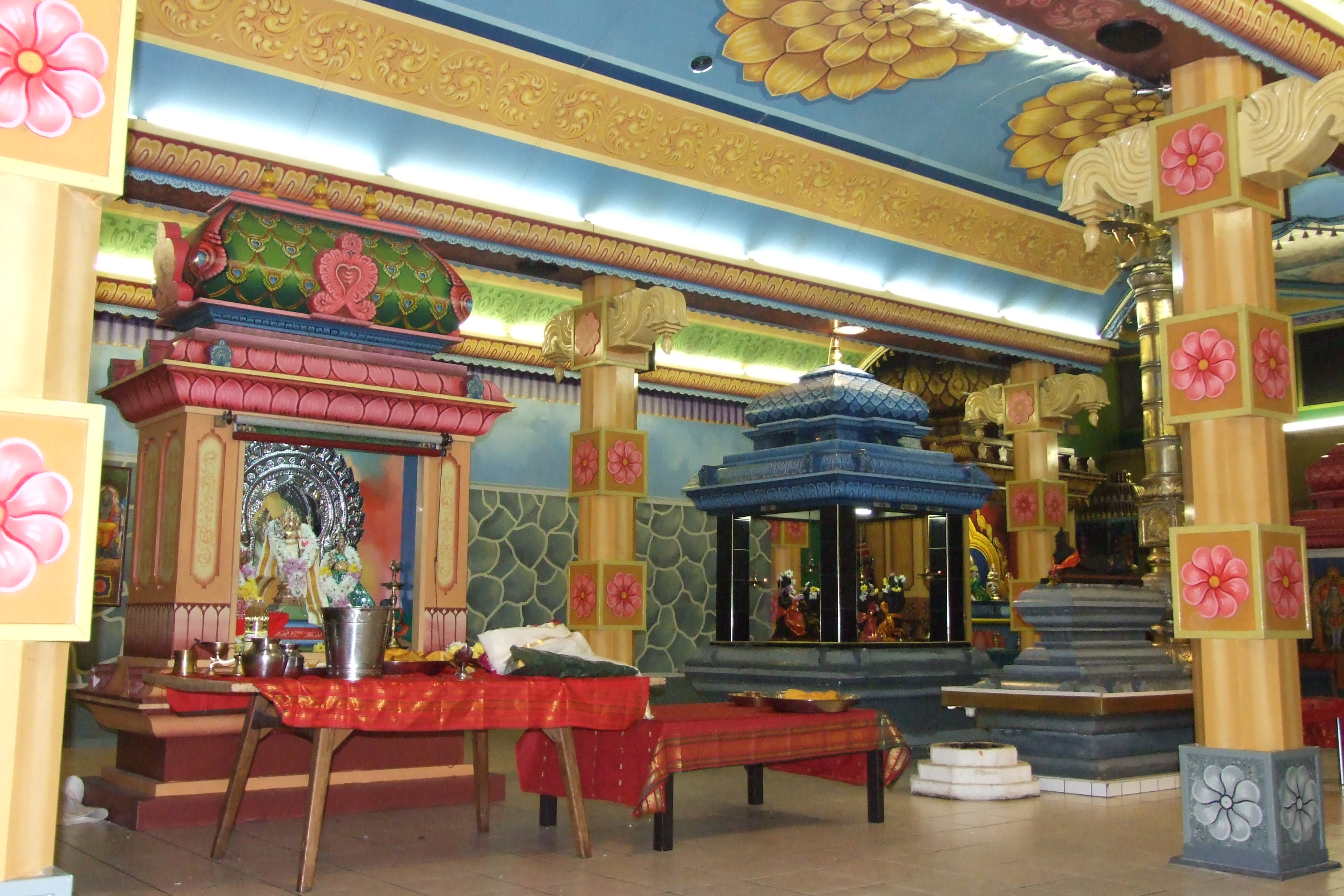
معبد كارتيكيا في رورموند، هولندا

الهندوسية ديانة أقلية في هولندا، تمثل 0.6% من السكان الهولنديون في عام 2015. ومعظم هؤلاء هم من المهاجرين من السوريناميين، وهم من جنوب آسيا كانوا يقيمون في مستعمرة سورينام الهولندية السابقة وسافروا إلى هولندا في السبعينيات والثمانينيات. هناك أيضاً مجموعات كبيرة من المهاجرين الهندوس من الهند و‌سريلانكا، فضلاً عن عدد أقل من معتنقي الغرب من الحركات الدينية الجديدة ذات التوجه الهندوسي.

## التاريخ
وجود عدد كبير من الهندوس في هولندا هو تطور حديث نسبياً. في عام 1960، تشير التقديرات إلى وجود عشر عائلات هندية فقط في البلاد، المفترض أنهم يشكلون الجزء الأكبر من السكان الهندوس. في عام 1971، سجل المكتب المركزي للإحصاء حوالي 3000 من الأتباع. في السبعينات، ومع ذلك، ارتفع العدد بشكل حاد. ويعزى ذلك إلى هجرة الهندو سورينام («هندوستانيس»)، وهم أشخاص من أصل هندي هاجرت عائلاتهم إلى سورينام كعمال مستعبدين في أواخر القرن التاسع عشر. ومع استقلال سورينام في عام 1975، تسبب القلق المتزايد بشأن مستقبلهم في البلد الجديد في مغادرة ثلث السكان الهندوستانيين سورينام والهجرة إلى هولندا. كان سكان الهندو سورينام معظمهم من الهنود، ونتيجة لذلك ازداد عدد السكان الهندوس عشرة أضعاف خلال العقد إلى 34000 في عام 1980، واستمروا في الصعود إلى 61000 في عام 1990 و 91000 في عام 2000.

## التركيبة السكانية

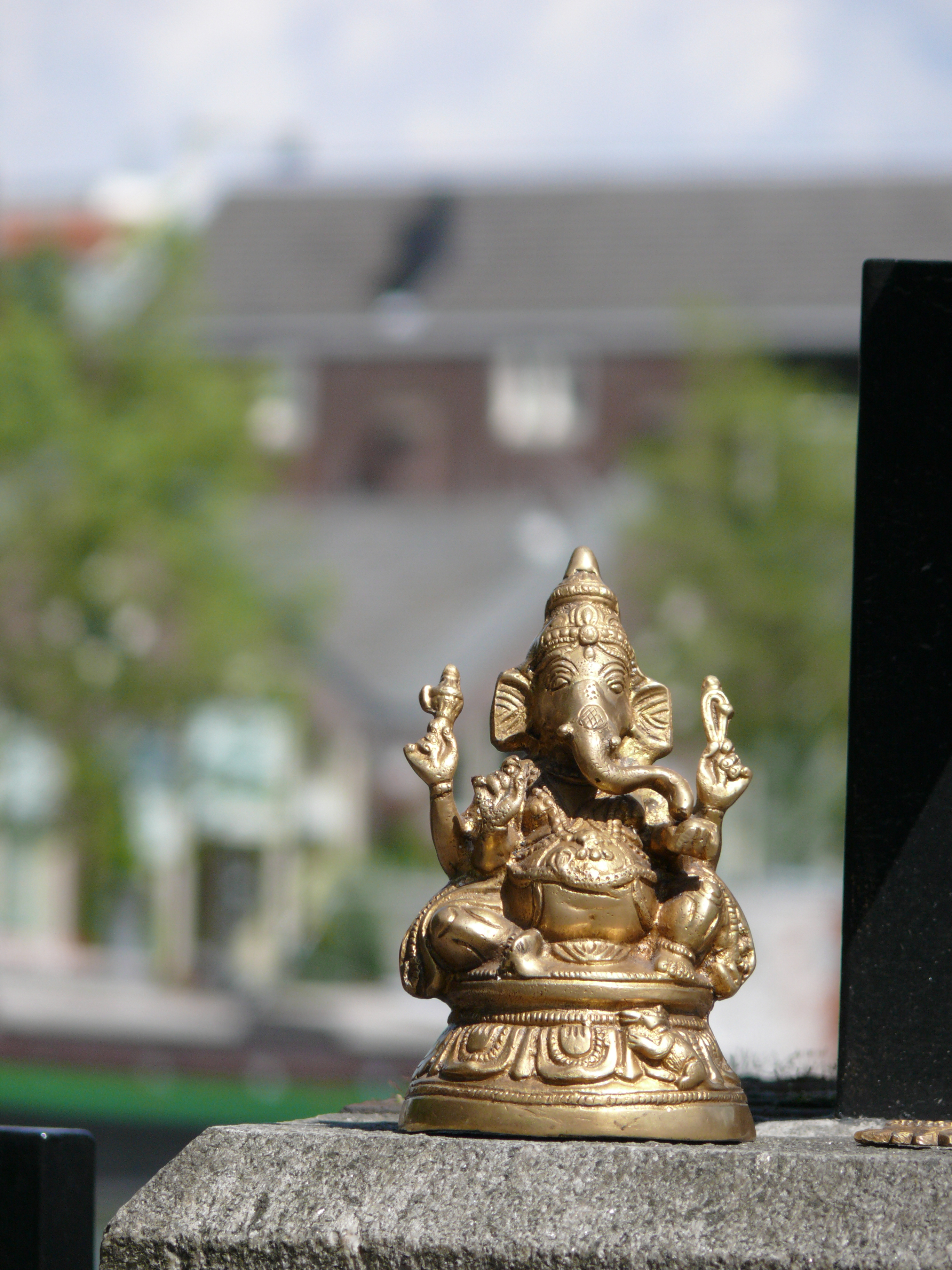
تمثال صغير لغانيشا في وسط أمستردام.

التغييرات في السكان الهندوس من 2010-2015:
| عام  | نسبه مئويه | زيادة  |
| ---- | ---------- | ------ |
| 2010 | %0.6       |        |
| 2011 | %0.6       |        |
| 2012 | %0.6       |        |
| 2013 | %0.7       | + %0.1 |
| 2014 | %0.6       | -%0.1  |
| 2015 | %0.6       |        |

وتتكون أكبر مجموعة من الهندوس في هولندا من المهاجرين من السوريناميين، ولكنهم يحملون أيضًا أرقامًا مباشرة من الهند و‌سريلانكا. ينتمي معظم هؤلاء السكان، حوالي 80%، إلى التقاليد الهندوسية السائدة، في حين تنتمي النسبة المتبقية 20% إلى حركة أريا ساماج الأكثر حداثة. هناك مجموعات ثانوية تنتمي إلى «حركات جورو» أحدث، مثل حركة هاري كريشنا أو حركة تأمل تجاوزي، وأخيراً عدد قليل من الذين يمارسون خليطًا من «العصر الجديد» أكثر أو معتقدات ثيوفيتية تتضمن عناصر مرتبطة بالهندوسية.
يمكن أن يختلف العدد التقديري للهندوس اختلافًا كبيرًا اعتمادًا على المصدر الذي يتم استخدامه، بدءًا من 100,000 إلى أكثر من 200,000 بشكل مريح. أعطت دراسة أجريت عام 1997 أن هناك حوالي 100000 من أتباعها. ووافقت لجنة الإحصاء (CBS) على تقدير عام 2006 بهذا الرقم وكسره 83000 من أصل سورينام و 11000 من أصل هندي و 5000 شخص غير أوروبي و 1000 أوروبي. ومع ذلك، يقدر المجلس الهندوسي في هولندا حوالي 215,000، منها 160,000 من سورينام، و 15,000 من شبه القارة الهندية، و 40000 من أماكن أخرى. ويتطابق هذا الرقم بشكل وثيق مع تلك التي طرحتها اللجنة رفيعة المستوى حول الشتات الهندي، الذي ذكر أن هولندا بها 200000 شخص من أصل هندي، و 15000 من الهنود المقيمين؛ ليس من الواضح ما إذا كان الرقمان لهما مصدر مشترك أو أنهما ببساطة يخلطان أشخاص ذوي خلفية عرقية هندية بممارسة الهندوس.
أعطت دراسة أجريت في عام 2003 مجموع سكان الهندو سورينام (سوريناميين من أصل هندي) بـ 160,000، 80% منهم، أو حوالي 130,000، كانوا من الهندوس. أكبر تعداد إقليمي، وفقا لدراسة عام 2003، كان في جنوب هولندا (60.000)، معظمها تتجمع حول لاهاي، شمال هولندا (31200). بين المقاطعتين، تمثل أكثر من 70% من مجموع السكان. أشارت نفس الدراسة إلى وجود حوالي خمسين معبدًا وحوالي 250 كاهنًا، نصفهم من العاملين بدوام كامل.
نسبة الهندوس من قبل مقاطعات في هولندا:
| منطقة       | نسبة الهندوس |
| ----------- | ------------ |
| خرونينغن    | %0.3         |
| فرايزلاند   | %0.1         |
| درينته      | %0.0         |
| أوفرايسل    | %0.3         |
| فليفولاند   | %0.7         |
| خيلدرلند    | %0.1         |
| أوترخت      | %0.5         |
| شمال هولندا | %0.6         |
| جنوب هولندا | %1.8         |
| زيلند       | %0.2         |
| شمال برابنت | %0.3         |
| ليمبورغ     | %0.1         |

## الهندوسية في الخارج من أراضي هولندا

### سينت مارتن
تمارس الهندوسية بنسبة 5.2% من سكان سانت مارتن. يتم تمثيل الهندوس من قبل منظمة سينت مارتن الهندوسية، التي تقيم بها «ساتسانغس (صلاة)» منتظمة في مبنى شمس كل يوم أول وثالث يوم من كل شهر.

### كوراساو
الهندوسية ديانة أقلية في كوراساو. يوجد معبد هندوسي كبير في ويلمستاد، عاصمة كوراساو.

## وصلات خارجية

### اللغة الهولندية
- Geloven in het publieke domein: verkenningen van een dubbele transformatie  . WBHJ van de Donk، AP Jonkers، GJ Kronjee en RJJ Plum. 2006. (ردمك 978-90-5356-936-8) ISBN   978-90-5356-936-8
- Bevolking. Islamieten en hindoes in Nederland . CBS StatLine

### اللغة الإنجليزية
- الفصل 11، بلدان أخرى في أوروبا  . تقرير اللجنة الرفيعة المستوى حول الشتات الهندي.